# Калиновський (Кіквідзенський район)
Калиновський (рос. Калиновский) — хутір у Кіквідзенському районі Волгоградської області Російської Федерації.
Населення становить 798 осіб. Входить до складу муніципального утворення Калиновське сільське поселення.

## Історія
Хутір розташований у межах українського історичного та культурного регіону Жовтий Клин.
Згідно із законом від 10 грудня 2004 року № 967-ОД органом місцевого самоврядування є Калиновське сільське поселення.

## Населення
| 2010 |
| ---- |
| 798  |